# 相補分布
相補分布（そうほぶんぷ、英語: complementary distribution）とは言語学で、2つまたは3つ以上の異なる要素の間に、異なる環境で背反的に出現する関係があることをいう。多くの場合には、これらは外見上異なる要素だが、深層では同じ要素である。様々なレベルに適用できる概念であるが、特に音韻論と形態論で用いられる。 

## 音韻論
相補分布は特に音韻論で重要であり、同じ音素が場合によって音声学的には異なるもの（異音）として出現することがよくある。
日本語（共通語）での /t/ 音（タ行など）の現れ方を考えると、[ti]，[tu] という音節は明らかな外来語を除いて現れない。一方、[ʦ] で始まる [ʦa]，[ʦi]，[ʦe]，[ʦo] の音節も外来語以外ほとんど現れない（なお、「勝つ」などの動詞の活用でも、[-ta]，[-tʃi]，[-ʦu]，[-te]，[-to] という形に変化するが、これは形態論的相補分布と見ることもできる）。従って [ʦ] は音素 /t/ のツにおける異音であって、後の母音 [u] に呼応して変化していると結論できる。ただし例外的・方言的ではあるが[ʦa]を含む「おとっつぁん」といった単語もあり、さらに現代では外来語にツァ、ツィなども珍しくないので、/ʦ/ を独立の音素とするのが普通である（さらに [ʨ] もチに限れば /t/ の異音と考えることができるが、[ʨa]，[ʨu]，[ʨo] は他の単語には頻繁に現れる）。まとめると次表のようになる：
| 子音                    | ア段 -a | イ段 -i | ウ段 -u | エ段 -e | オ段 -o |
| t- 無声歯茎破裂音       | ta      | (ti)    | (tu)    | te      | to      |
| ʦ- 無声歯茎破擦音       | (ʦa)    | (ʦi)    | ʦu      | (ʦe)    | (ʦo)    |
| ʨ- 無声歯茎硬口蓋破擦音 | ʨa      | ʨi      | ʨu      | (ʨe)    | ʨo      |

（太字はタ行音節、カッコは例外的であることを示す）
サ行やハ行についても類似のことがいえるが、例えば /i/ の前で /t/ が /ʨ/ に同化（口蓋化）していると考えることも可能である。
撥音ン（母語話者にとっては単一音素 /N/ である）も環境に応じて音声的には様々に変化するが、これに関しては発音に自由度があり明確な相補分布とは言えない。
見かけ上相補分布しても互いに異音とはいえない組合せもある。例えば英語の [h]（音節の初めのみ）と [ŋ]（音節の末尾のみ）は相補分布するが、これらは互いに全く関係がなく、異音ではない。このような「本物」と「偽物」の相補分布を見分けることは、ある言語についての初期の研究や、比較言語学で重要である。

## 形態論
形態論では、2 つの異なる単語または形態素（異形態）が元来は同じものと考えられる場合がある。例えば「かぜ」が複合語を形成すると「かざかみ」「かざむき」のように「かざ」の形になる。単独で用いる場合は「かぜ」のみであり、合成語では「かざ」のみであるから、「かざ」は「かぜ」の異形態であると結論できる（ただしどちらが基本的形態かはわからない）。上述の活用語尾の t-t∫-ts の変化も、語幹末尾が語尾母音に応じて変化する異形態として考えることもできる。

## 統語論
統語論について記述すると、日本語では、存在表現で主語が人間・動物などの場合「いる」、それ以外の場合「ある」というのも相補分布である。
また動詞を可能表現にする場合に、動詞の種類によって別の様式が分布し、五段活用動詞には可能動詞を、その他多くの動詞には可能の助動詞を接続した形を、「する」に対しては「できる」（補充形）を用いるが、これは形態統語論的な相補分布と言える。
動詞については、後に｢せ～させ（る）｣｢れ～られ（る）｣｢な（い）｣等が付く場合は未然形が現れ、後に｢（ゼロ）｣｢ます｣｢て～で｣｢た～だ｣等が付く場合は連用形が現れる。さらに、後に｢（ゼロ）｣｢ます｣等が付く場合は連用形の原形が現れ、後に｢て～で｣｢た～だ｣等が付く場合は音便形に由来する連用形が現れる。また、中古日本語の活用語については、名詞を修飾する場合と、左方（上方）に係助詞｢ぞ｣｢なむ｣｢や｣｢か｣もしくは疑問詞がある場合は連体形が現れ、後に｢ば｣｢ど･ども｣が付く場合と、左方に係助詞｢こそ｣がある場合は已然形が現れ、それらの条件がなく叙述する場合は終止形が現れる。未然形～連用形、中古語の終止形～連体形～已然形は、統語的な相補分布の関係にある。